# På tur med far - Find elgen 3:6
|  | Denne artikel er oprettet af botten Steenthbot ud fra en ekstern database. Den kan derfor have sproglige fejl eller mangler. Denne skabelon kan fjernes efter kontrol af indholdet. |

På tur med far - Find elgen 3:6 er en dansk dokumentarfilm fra 2018 instrueret af Laurits Munch-Petersen.

## Handling
Iris elsker at tage på tur med sin far, for under køreturen har hun ham helt for sig selv. Iris og far drager videre op i Sverige mod det kolde nord. De skal ud på rigtigt eventyr – ud i sneen, og ud i det ukendte! Iris er ikke bange for nogen ting i skoven, bortset fra at se skovdronningen i øjnene. På vejen spejder de efter Sveriges store dyr, elgen, som man kun sjældent får at se. Men måske man kan lokke det frem, hvis man har et æble?

## Medvirkende
- Laurits Munch-Petersen, Far
- Iris Munch-Petersen, Datter